# Владимир Васић
Владимир Васић (Шабац, 8. август 1842 - Лозница, 22. август 1864) био је српски песник.

## Живот и рад
Владимир Васић је рођен у Шапцу 8. августа 1842. године. Његови преци воде порекло од Бјелопавлића из Црне Горе. Основну школу је почео у Лозници, да би даље школовање наставио у Шапцу, а потом у Београду где је завршио шести разред гимназије. Морао је да напусти гимназијско школовање да би у јесен 1861. године отишао у војску. Као државни питомац био је послат у Пруску. Две године је провео у Берлину у краљевским стрелцима, а потом је још једну годину провео у Ерфурту. Боравећи у Ерфурту разболео се од туберкулозе, па се вратио кући у Лозницу. Ту је убрзо преминуо, 22. августа 1864. године. Отац Игњат Васић га је сахранио код лозничке цркве.
Веома рано је почео да се бави поезијом. Његова најстарија сачувана песма потиче из 1859. године када је он имао само седамнаест година. Владимир Васић је песник патриотске провенијенције и један од родољубивих занесењака свог времена. Најлепше обележје његових песама је искреност у осећању. Бавио се и љубавном лириком али критичари за ове песме нису имали превише похвала. Своју поезију је стварао под утицајем народних песама, али и Бранка Радичевића. Радичевићев утицај се најбоље види у песми Друговима на растанку, која је инспирисана Радичевићевим Ђачким растанком. Прве стихове је објавио 1860. године у београдском листу „Световид”. Највише песама је испевао 1861. године. Од 1862. године своје стихове је објавио у новосадској „Даници”, главном књижевном часопису тог времена. Нажалост, даљи развој Васићеве песничке каријере окончала је смрт у двадесет трећој години живота.

## Дела
1. Младом Србину (часопис Световид, 1861, бр.65)
2. Склопих очи (часопис Даница, 1862, стр 413-414)
3. Мој животе (збирка Песме стр 99)